# Allophorocera arator
Allophorocera arator är en tvåvingeart som först beskrevs av Aldrich 1925.  Allophorocera arator ingår i släktet Allophorocera och familjen parasitflugor. Inga underarter finns listade i Catalogue of Life.